# Campeonato Nacional Juvenil de Interligas 2012-13 (Paraguay)
El Campeonato Nacional Juvenil de Interligas de la temporada 2012/13 es la 13ª edición del máximo evento a nivel de selecciones juveniles de fútbol de las federaciones del interior de Paraguay. En esta edición participan 24 ligas.

## Fases del torneo

### Etapa inter-departamental
Sistema de disputa del Campeonato
| Fase             | Fecha                                          | División                              | Clasificación                                             |
| ---------------- | ---------------------------------------------- | ------------------------------------- | --------------------------------------------------------- |
| Primera fase     | 08 al 23 de diciembre de 2012                  | 24 ligas divididos en 6 equipos de 4. | Los 2 mejores de cada grupo                               |
| Segunda fase     | 30 de diciembre de 2012 al 13 de enero de 2013 | 12 ligas divididos en 3 equipos de 4  | Los 2 mejores de cada grupo y 2 mejores terceros.         |
| Cuartos de final | enero, 2013                                    | 8 ligas. Partidos ida y vuelta        | Ganador de los dos partidos, o con más diferencia de gol. |
| Semifinal        | enero, 2013                                    | 4 ligas. 1 partido en cancha neutral  | Ganador del partido                                       |
| Final            | enero, 2013                                    | 2 ligas. 1 partido en cancha neutral  | Ganador del partido                                       |

## Ligas participantes
Lista de las Ligas clasificadas para la Etapa Nacional o inter-departamental
| Liga                                | Ciudad                              | Departamento     |
| ----------------------------------- | ----------------------------------- | ---------------- |
| Liga Loreteña de Fútbol             | Loreto y Villa Don Bosco            | Concepción       |
| Liga General Aquino de Fútbol       | General Elizardo Aquino             | San Pedro        |
| Liga Residenta de Fútbol            | Itacurubí del Rosario               | San Pedro        |
| Liga Tobateña de Deportes           | Tobatí                              | Cordillera       |
| Liga Emboscadeña de Deportes        | Emboscada                           | Cordillera       |
| Liga Guaireña de Fútbol             | Villarrica                          | Guairá           |
| Liga Caaguazú de Fútbol             | Caaguazú                            | Caaguazú         |
| Liga Deportiva de Pastoreo          | Juan Manuel Frutos                  | Caaguazú         |
| Liga Caazapeña de Fútbol            | Caazapá                             | Caazapá          |
| Liga Frameña de Fútbol              | Fram, La Paz y Jesús                | Itapúa           |
| Liga Domingo Robledo de Fútbol      | Natalio, Yatytay y San Rafael       | Itapúa           |
| Liga Misionera del Sur              | Santa Rosa, San Patricio y Santiago | Misiones         |
| Liga Quiindyense de Fútbol          | Quiindy                             | Paraguarí        |
| Liga Roquegonzaleña de Fútbol       | San Roque González                  | Paraguarí        |
| Liga Deportiva Paranaense           | Ciudad del Este                     | Alto Paraná      |
| Liga Aregüeña de Fútbol             | Areguá                              | Central          |
| Liga Itaugüeña de Fútbol            | Itauguá                             | Central          |
| Liga Alberdeña de Fútbol            | Alberdi                             | Ñeembucú         |
| Liga Deportiva del Amambay          | Pedro Juan Caballero                | Amambay          |
| Liga Ygatimiense de Deportes        | Villa Ygatimí                       | Canindeyú        |
| Liga Dr. Benjamín Aceval de Fútbol  | Benjamín Aceval                     | Presidente Hayes |
| Liga Deportiva Casadeña             | Puerto Casado                       | Alto Paraguay    |
| Liga Deportiva Defensores del Chaco | Filadelfia                          | Boquerón         |
| Liga Ovetense de Fútbol             | Coronel Oviedo                      | Caaguazú         |

## Primera fase
Las 24 ligas fueron divididas en 6 grupos de 4 equipos. Esta fase se disputará por puntos a través de encuentros de una sola ronda, donde los dos mejores equipos ubicados de cada grupo, clasificaron a la segunda fase.
- Fecha 1: 8 de diciembre
- Fecha 2: 15 de diciembre
- Fecha 3: 23 de diciembre

|  | Clasificados a la 2ª fase. |

### Grupo 1

#### Serie A
| Equipo                             | Pts | PJ | PG | PE | PP | GF | GC | DG |
| ---------------------------------- | --- | -- | -- | -- | -- | -- | -- | -- |
| Liga Dr. Benjamín Aceval de Fútbol | 6   | 2  | 2  | 0  | 0  | 7  | 2  | +5 |
| Liga Emboscadeña de Deportes       | 0   | 2  | 0  | 0  | 2  | 2  | 7  | -5 |

| Fecha 1                            |       |                                    |
| Liga Dr. Benjamín Aceval de Fútbol | 4 - 2 | Liga Emboscadeña de Deportes       |
| Fecha 2                            |       |                                    |
| Liga Emboscadeña de Deportes       | 0 - 3 | Liga Dr. Benjamín Aceval de Fútbol |

#### Serie B
| Equipo                              | Pts | PJ | PG | PE | PP | GF | GC | DG |
| ----------------------------------- | --- | -- | -- | -- | -- | -- | -- | -- |
| Liga Deportiva Casadeña             | 3   | 2  | 1  | 0  | 1  | 5  | 3  | +2 |
| Liga Deportiva Defensores del Chaco | 3   | 2  | 1  | 0  | 1  | 3  | 5  | -2 |

| Fecha 1                 |                                     |                                     |                         |
| Liga Deportiva Casadeña | 4 - 1                               | Liga Deportiva Defensores del Chaco |                         |
| Fecha 2                 | Liga Deportiva Defensores del Chaco | 2 (1) - (4) 1 *                     | Liga Deportiva Casadeña |

* Partido definido en penales.

### Grupo 2
| Equipo                        | Pts | PJ | PG | PE | PP | GF | GC | DG |
| ----------------------------- | --- | -- | -- | -- | -- | -- | -- | -- |
| Liga Loreteña de Fútbol       | 9   | 3  | 3  | 0  | 0  | 6  | 1  | +5 |
| Liga General Aquino de Fútbol | 4   | 3  | 1  | 1  | 1  | 6  | 3  | +3 |
| Liga Deportiva del Amambay    | 4   | 3  | 1  | 1  | 1  | 3  | 5  | -2 |
| Liga Ygatimiense de Deportes  | 0   | 3  | 0  | 0  | 3  | 1  | 7  | -6 |

| Fecha 1 | Liga General Aquino de Fútbol | 1 - 1 | Liga Deportiva del Amambay    |
| Fecha 1 | Liga Ygatimiense de Deportes  | 0 - 1 | Liga Loreteña de Fútbol       |
| Fecha 2 | Liga Loreteña de Fútbol       | 2 - 1 | Liga General Aquino de Fútbol |
| Fecha 2 | Liga Deportiva del Amambay    | 2 - 1 | Liga Ygatimiense de Deportes  |
| Fecha 3 | Liga General Aquino de Fútbol | 4 - 0 | Liga Ygatimiense de Deportes  |
| Fecha 3 | Liga Deportiva del Amambay    | 0 - 3 | Liga Loreteña de Fútbol       |

### Grupo 3
| Equipo                        | Pts | PJ | PG | PE | PP | GF | GC | DG |
| ----------------------------- | --- | -- | -- | -- | -- | -- | -- | -- |
| Liga Aregüeña de Fútbol       | 5   | 3  | 1  | 2  | 0  | 5  | 1  | +4 |
| Liga Roquegonzaleña de Fútbol | 5   | 3  | 1  | 2  | 0  | 4  | 3  | +1 |
| Liga Caaguazú de Fútbol       | 3   | 3  | 1  | 0  | 2  | 4  | 7  | -3 |
| Liga Tobateña de Deportes     | 2   | 3  | 0  | 2  | 1  | 2  | 4  | -2 |

| Fecha 1 | Liga Aregüeña de Fútbol       | 4 - 0 | Liga Caaguazú de Fútbol       |
| Fecha 1 | Liga Roquegonzaleña de Fútbol | 1 - 1 | Liga Tobateña de Deportes     |
| Fecha 2 | Liga Caaguazú de Fútbol       | 2 - 3 | Liga Roquegonzaleña de Fútbol |
| Fecha 2 | Liga Tobateña de Deportes     | 1 - 1 | Liga Aregüeña de Fútbol       |
| Fecha 3 | Liga Aregüeña de Fútbol       | 0 - 0 | Liga Roquegonzaleña de Fútbol |
| Fecha 3 | Liga Caaguazú de Fútbol       | 2 - 0 | Liga Tobateña de Deportes     |

### Grupo 4
| Equipo                         | Pts | PJ | PG | PE | PP | GF | GC | DG |
| ------------------------------ | --- | -- | -- | -- | -- | -- | -- | -- |
| Liga Deportiva de Pastoreo     | 5   | 3  | 1  | 2  | 0  | 5  | 3  | +2 |
| Liga Quiindyense de Fútbol     | 5   | 3  | 1  | 2  | 0  | 4  | 3  | +1 |
| Liga Deportiva Paranaense      | 4   | 3  | 1  | 1  | 1  | 6  | 2  | +4 |
| Liga Domingo Robledo de Fútbol | 1   | 3  | 0  | 1  | 2  | 1  | 8  | -7 |

| Fecha 1 | Liga Deportiva Paranaense      | 1 - 1 | Liga Deportiva de Pastoreo     |
| Fecha 1 | Liga Domingo Robledo de Fútbol | 1 - 1 | Liga Quiindyense de Fútbol     |
| Fecha 2 | Liga Deportiva de Pastoreo     | 2 - 0 | Liga Domingo Robledo de Fútbol |
| Fecha 2 | Liga Quiindyense de Fútbol     | 1 - 0 | Liga Deportiva Paranaense      |
| Fecha 3 | Liga Deportiva Paranaense      | 5 - 0 | Liga Domingo Robledo de Fútbol |
| Fecha 3 | Liga Deportiva de Pastoreo     | 2 - 2 | Liga Quiindyense de Fútbol     |

### Grupo 5
| Equipo                   | Pts | PJ | PG | PE | PP | GF | GC | DG |
| ------------------------ | --- | -- | -- | -- | -- | -- | -- | -- |
| Liga Itaugüeña de Fútbol | 5   | 3  | 1  | 2  | 0  | 6  | 5  | +1 |
| Liga Ovetense de Fútbol  | 4   | 3  | 1  | 1  | 1  | 8  | 4  | +4 |
| Liga Guaireña de Fútbol  | 4   | 3  | 1  | 1  | 1  | 2  | 2  | 0  |
| Liga Residenta de Fútbol | 3   | 3  | 1  | 0  | 2  | 2  | 7  | -5 |

| Fecha 1 | Liga Guaireña de Fútbol  | 0 - 1 | Liga Residenta de Fútbol |
| Fecha 1 | Liga Ovetense de Fútbol  | 3 - 3 | Liga Itaugüeña de Fútbol |
| Fecha 2 | Liga Residenta de Fútbol | 0 - 5 | Liga Ovetense de Fútbol  |
| Fecha 2 | Liga Itaugüeña de Fútbol | 1 - 1 | Liga Guaireña de Fútbol  |
| Fecha 3 | Liga Ovetense de Fútbol  | 0 - 1 | Liga Guaireña de Fútbol  |
| Fecha 3 | Liga Residenta de Fútbol | 1 - 2 | Liga Itaugüeña de Fútbol |

### Grupo 6
| Equipo                   | Pts | PJ | PG | PE | PP | GF | GC | DG |
| ------------------------ | --- | -- | -- | -- | -- | -- | -- | -- |
| Liga Frameña de Fútbol   | 7   | 3  | 2  | 1  | 0  | 7  | 2  | +5 |
| Liga Misionera del Sur   | 6   | 3  | 2  | 0  | 1  | 8  | 5  | +3 |
| Liga Caazapeña de Fútbol | 3   | 3  | 1  | 0  | 2  | 5  | 6  | -1 |
| Liga Alberdeña de Fútbol | 1   | 3  | 0  | 1  | 2  | 4  | 10 | -6 |

| Fecha 1 | Liga Misionera del Sur   | 4 - 2 | Liga Alberdeña de Fútbol |
| Fecha 1 | Liga Frameña de Fútbol   | 3 - 0 | Liga Caazapeña de Fútbol |
| Fecha 2 | Liga Alberdeña de Fútbol | 1 - 1 | Liga Frameña de Fútbol   |
| Fecha 2 | Liga Caazapeña de Fútbol | 0 - 3 | Liga Misionera del Sur   |
| Fecha 3 | Liga Misionera del Sur   | 1 - 3 | Liga Frameña de Fútbol   |
| Fecha 3 | Liga Alberdeña de Fútbol | 1 - 5 | Liga Caazapeña de Fútbol |

## Segunda fase
Las 12 ligas fueron divididas en 3 grupos de 4 equipos. Esta fase se disputará por puntos a través de encuentros de una sola ronda, donde los dos mejores equipos ubicados de cada grupo y los dos mejores terceros clasificaron a la segunda fase.
- Fecha 1: 30 de diciembre
- Fecha 2: 6 de diciembre
- Fecha 3: 13 de diciembre[7]

|  | Clasificados a la Semifinal. |

### Serie A
| Equipo                             | Pts | PJ | PG | PE | PP | GF | GC | DG |
| ---------------------------------- | --- | -- | -- | -- | -- | -- | -- | -- |
| Liga General Aquino de Fútbol      | 7   | 3  | 2  | 1  | 0  | 3  | 0  | +3 |
| Liga Dr. Benjamín Aceval de Fútbol | 5   | 3  | 1  | 2  | 0  | 3  | 2  | +1 |
| Liga Loreteña de Fútbol            | 4   | 3  | 1  | 1  | 1  | 3  | 3  | 0  |
| Liga Deportiva Casadeña            | 0   | 3  | 0  | 0  | 3  | 2  | 6  | -4 |

| Fecha 1 | Liga Deportiva Casadeña            | 1 - 2 | Liga Loreteña de Fútbol            |
| Fecha 1 | Liga Dr. Benjamín Aceval de Fútbol | 0 - 0 | Liga General Aquino de Fútbol      |
| Fecha 2 | Liga General Aquino de Fútbol      | 2 - 0 | Liga Deportiva Casadeña            |
| Fecha 2 | Liga Loreteña de Fútbol            | 1 - 1 | Liga Dr. Benjamín Aceval de Fútbol |
| Fecha 3 | Liga Loreteña de Fútbol            | 0 - 1 | Liga General Aquino de Fútbol      |
| Fecha 3 | Liga Dr. Benjamín Aceval de Fútbol | 2 - 1 | Liga Deportiva Casadeña            |

### Serie B
| Equipo                     | Pts | PJ | PG | PE | PP | GF | GC | DG |
| -------------------------- | --- | -- | -- | -- | -- | -- | -- | -- |
| Liga Deportiva de Pastoreo | 6   | 3  | 2  | 0  | 1  | 4  | 2  | +2 |
| Liga Itaugüeña de Fútbol   | 4   | 3  | 1  | 1  | 1  | 6  | 5  | +1 |
| Liga Aregüeña de Fútbol    | 4   | 3  | 1  | 1  | 1  | 3  | 7  | -4 |
| Liga Ovetense de Fútbol    | 3   | 3  | 1  | 0  | 2  | 6  | 5  | +1 |

| Fecha 1 | Liga Aregüeña de Fútbol    | 1 - 0 | Liga Deportiva de Pastoreo |
| Fecha 1 | Liga Itaugüeña de Fútbol   | 3 - 1 | Liga Ovetense de Fútbol    |
| Fecha 2 | Liga Ovetense de Fútbol    | 5 - 0 | Liga Aregüeña de Fútbol    |
| Fecha 2 | Liga Deportiva de Pastoreo | 2 - 1 | Liga Itaugüeña de Fútbol   |
| Fecha 3 | Liga Ovetense de Fútbol    | 0 - 2 | Liga Deportiva de Pastoreo |
| Fecha 3 | Liga Itaugüeña de Fútbol   | 2 - 2 | Liga Aregüeña de Fútbol    |

### Serie C
| Equipo                        | Pts | PJ | PG | PE | PP | GF | GC | DG |
| ----------------------------- | --- | -- | -- | -- | -- | -- | -- | -- |
| Liga Misionera del Sur        | 6   | 3  | 2  | 0  | 1  | 6  | 4  | +2 |
| Liga Quiindyense de Fútbol    | 5   | 3  | 1  | 2  | 0  | 4  | 3  | +1 |
| Liga Frameña de Fútbol        | 4   | 3  | 1  | 1  | 1  | 4  | 5  | -1 |
| Liga Roquegonzaleña de Fútbol | 1   | 3  | 0  | 1  | 2  | 5  | 7  | -2 |

| Fecha 1 | Liga Roquegonzaleña de Fútbol | 1 - 2 | Liga Frameña de Fútbol        |
| Fecha 1 | Liga Quiindyense de Fútbol    | 1 - 0 | Liga Misionera del Sur        |
| Fecha 2 | Liga Misionera del Sur        | 3 - 2 | Liga Roquegonzaleña de Fútbol |
| Fecha 2 | Liga Frameña de Fútbol        | 1 - 1 | Liga Quiindyense de Fútbol    |
| Fecha 3 | Liga Roquegonzaleña de Fútbol | 2 - 2 | Liga Quiindyense de Fútbol    |
| Fecha 3 | Liga Frameña de Fútbol        | 1 - 3 | Liga Misionera del Sur        |

## Fase Final

### Cuadro
|  | Cuartos de final                   | Cuartos de final           | Cuartos de final         |   |                                    | Semifinales | Semifinales | Semifinales |  |  | Final                      | Final | Final |
|  |                                    |                            |                          |   |                                    |             |             |             |  |  |                            |       |       |
|  |                                    |                            |                          |   |                                    |             |             |             |  |  |                            |       |       |
|  | Liga Dr. Benjamín Aceval de Fútbol | 3                          | 1 (4)                    |   |                                    |             |             |             |  |  |                            |       |       |
|  | Liga General Aquino de Fútbol      | 0                          | 3 (5)                    |   |                                    |             |             |             |  |  |                            |       |       |
|  | Liga General Aquino de Fútbol      | 0                          | 3 (5)                    |   | Liga Dr. Benjamín Aceval de Fútbol | 0           | 0           |             |  |  |                            |       |       |
|  |                                    |                            |                          |   | Liga Dr. Benjamín Aceval de Fútbol | 0           | 0           |             |  |  |                            |       |       |
|  |                                    | Liga Deportiva de Pastoreo | 2                        | 0 |                                    |             |             |             |  |  |                            |       |       |
|  | Liga Loreteña de Fútbol            | Liga Deportiva de Pastoreo | 2                        | 0 | 0                                  | 0           |             |             |  |  |                            |       |       |
|  | Liga Loreteña de Fútbol            |                            |                          |   | 0                                  | 0           |             |             |  |  |                            |       |       |
|  | Liga Deportiva de Pastoreo         | 0                          | 3                        |   |                                    |             |             |             |  |  |                            |       |       |
|  |                                    |                            |                          |   |                                    |             |             |             |  |  | Liga Deportiva de Pastoreo | 3     |       |
|  |                                    |                            | Liga Itaugüeña de Fútbol | 0 |                                    |             |             |             |  |  |                            |       |       |
|  | Liga Misionera del Sur             | 2                          | 4                        |   |                                    |             |             |             |  |  |                            |       |       |
|  | Liga Frameña de Fútbol             | 1                          | 3                        |   |                                    |             |             |             |  |  |                            |       |       |
|  | Liga Frameña de Fútbol             | 1                          | 3                        |   | Liga Misionera del Sur             | 2           | 0           |             |  |  |                            |       |       |
|  |                                    |                            |                          |   | Liga Misionera del Sur             | 2           | 0           |             |  |  |                            |       |       |
|  |                                    | Liga Itaugüeña de Fútbol   | 2                        | 3 |                                    |             |             |             |  |  |                            |       |       |
|  | Liga Quiindyense de Fútbol         | Liga Itaugüeña de Fútbol   | 2                        | 3 | 1                                  | 3           |             |             |  |  |                            |       |       |
|  | Liga Quiindyense de Fútbol         |                            |                          |   | 1                                  | 3           |             |             |  |  |                            |       |       |
|  | Liga Itaugüeña de Fútbol           | 2                          | 4                        |   |                                    |             |             |             |  |  |                            |       |       |

### Cuartos de final
Los 8 (ocho) equipos clasificados serán distribuidos en 4 (cuatro) grupos de 2 (dos) equipos cada uno.
Forma de disputa: Partidos de ida y vuelta, al mejor de 6 (seis) puntos, oficiando cada Liga un partido de local y otro de visitante. Clasifican un equipo por cada serie en la siguiente etapa.
Desempate: En caso de empate en puntos, al término del segundo encuentro se ejecutaran penales conforme Reglas de FIFA.
| Llave 1                            |                            |                               |                          |
| Liga Dr. Benjamín Aceval de Fútbol | 3 - 0                      | Liga General Aquino de Fútbol |                          |
| Llave 2                            |                            |                               |                          |
| Liga Loreteña de Fútbol            | 0 - 0                      | Liga Deportiva de Pastoreo    |                          |
| Llave 3                            |                            |                               |                          |
| Liga Misionera del Sur             | 2 - 1                      | Liga Frameña de Fútbol        |                          |
| Llave 4                            | Liga Quiindyense de Fútbol | 1 - 2                         | Liga Itaugüeña de Fútbol |

| Llave 1                       |                          |                                    |                            |
| Liga General Aquino de Fútbol | 3 (4) - (5) 1            | Liga Dr. Benjamín Aceval de Fútbol |                            |
| Llave 2                       |                          |                                    |                            |
| Liga Deportiva de Pastoreo    | 3 - 0                    | Liga Loreteña de Fútbol            |                            |
| Llave 3                       |                          |                                    |                            |
| Liga Frameña de Fútbol        | 3 - 4                    | Liga Misionera del Sur             |                            |
| Llave 4                       | Liga Itaugüeña de Fútbol | 4 - 3                              | Liga Quiindyense de Fútbol |

### Semifinal
| Llave 1                            |       |                            |
| Liga Dr. Benjamín Aceval de Fútbol | 0 - 2 | Liga Deportiva de Pastoreo |
| Llave 2                            |       |                            |
| Liga Misionera del Sur             | 2 - 2 | Liga Itaugüeña de Fútbol   |

| Llave 1                    |       |                                    |
| Liga Deportiva de Pastoreo | 0 - 0 | Liga Dr. Benjamín Aceval de Fútbol |
| Llave 2                    |       |                                    |
| Liga Itaugüeña de Fútbol   | 3 - 0 | Liga Misionera del Sur             |

### Final
| Llave 1                    |       |                          |
| Liga Deportiva de Pastoreo | 3 - 0 | Liga Itaugüeña de Fútbol |

|                                                |
| Campeón Liga Deportiva de Pastoreo 1.er título |